# Terrorveldet
Terrorveldet (norveški: "Vladavina terora") je prvi EP norveškog black/viking metal sastava Helheim. EP je 1999. godine objavila diskografska kuća Ars Metalli.

## O albumu
EP je posvećen bubnjaru Grimu koji je 1999. godine umro od predoziranja drogom. Sastav mu je odao počast rečenicom "May you rest in peace wherever you are" (Počivaj u miru gdje god da jesi).
Pjesma "Jernskogen" u svojem će se izvornom obliku pojaviti na sljedećem albumu sastava Blod & ild te u presnimljenoj verziji na EP-u Åsgards fall.

## Popis pjesama
| 1.    | »Helheim (Part I)« (instrumental) | 4:31 |
| 2.    | »Jernskogen« (Željezna šuma)      | 4:38 |
| 3.    | »Cosmic Winter«                   | 5:45 |
| 14:54 |                                   |      |

## Zasluge
| Helheim - Lindheim – klavijature - V'gandr – vokali, bas-gitara - H'grimnir – vokali, gitara, naslovnica, ilustracije - Hrymr – bubnjevi, programiranje, dodatno programiranje - Thorbjørn – gitara | Ostalo osoblje - Odd Kronheim – produkcija, miksanje, inženjer zvuka, dodatno programiranje - Mats Andersen – dizajn (paste-up) |